# Emarginea combusta
Emarginea combusta là một loài bướm đêm trong họ Noctuidae.